# Rhipsideigma cretaceotincta
Rhipsideigma cretaceotincta är en skalbaggsart som först beskrevs av Hermann Julius Kolbe 1897.  Rhipsideigma cretaceotincta ingår i släktet Rhipsideigma och familjen Cupedidae. Inga underarter finns listade i Catalogue of Life.